# Pulicaria jaubertii
Pulicaria jaubertii là một loài thực vật có hoa trong họ Cúc. Loài này được E.Gamal-Eldin miêu tả khoa học đầu tiên.